# Buenos Aires & Rosario Railway Athletic Club
El Buenos Aires & Rosario Railway fue un equipo de fútbol argentino, de la ciudad de Campana, provincia de Buenos Aires. Disputó los primeros dos torneos de la Primera División de Argentina, en 1891 y 1893.
Tras no participar en 1894 y 1895, el Buenos Aires & Rosario Railway se fusionó con el club San Lorenzo para la creación del Belgrano Athletic Club.

## Historia

### Primer partido
En agosto de 1888, se disputó el primer partido en la historia de la ciudad de Campana. Fue disputado por el recién fundado Buenos Aires & Rosario Railway y el Ferrocarril Sud.
Según el diario Standard, dirigido a los ingleses que vivían en el país, el encuentro terminó 1-1 y fue suspendido a 13 minutos del final a causa del pampero. La crónica también relata que los rivales tomaron un refrigerio en la estación, para finalmente retornar en el tren a las 19.

### Participación en los primeros torneos oficiales
En 1891 se disputó el primer torneo oficial en Argentina y el primero fuera de Europa. El presidente de la Argentine Association Football League era F. L. Wooley, dirigente del Buenos Aires & Rosario Railway.
El BA&RR disputó el primer partido el 3 de mayo, en el barrio porteño de Barracas, en lo que fue derrota 3-2 frente al Saint Andrew's. Su primera victoria llegó el 21 de junio y por goleada, ya que venció por 4-0 al mismo equipo. Finalmente el club campanense terminó el torneo como tercero, detrás de los campeones Saint Andrew's y Old Caledonians. Jugó 8 partidos, de los cuales ganó 3, empató 1 y perdió los 4 restantes.
Con la creación de The Argentine Association Football League, y la presidencia de Alexander Watson Hutton, en 1893 se realizó el primer torneo de fútbol de lo que actualmente se conoce como AFA. El renombrado Buenos Aires Railway fue partícipe, pero finalizó último con 2 puntos, sin ganar ningún partido.

### Desafiliación y fusión
Después de la finalización del torneo de 1893, el Buenos Aires Railway se desafilia de la Argentine Association Football League. En 1894 y 1895 no participa de los torneos de Primera División y en 1896, con el club al borde de la desaparición, termina fusionado con el club San Lorenzo (equipo de la calle Crámer) formando el Belgrano Athletic Club, que se dedicó al fútbol hasta la década de 1910 y actualmente participa en los torneos de rugby.

## Estadio
Si bien hay poca información sobre el estadio del equipo, se supone que las instalaciones se ubicaban en lo que hoy es el Campana Boat Club: calle Manuel Iglesias a orillas del río Paraná.

## Clasificación
| Período 1891-1893 | Período 1891-1893 | Período 1891-1893 |
| Temporada         | Campeonato local  | Campeonato local  |
| Temporada         | Torneo            | Ubicación         |
| ----------------- | ----------------- | ----------------- |
| 1891              | Primera División  | 3.°               |
| 1893              | Primera División  | 5.°               |

## Historiales
| Rivales del Buenos Aires & Rosario Railway | Rivales del Buenos Aires & Rosario Railway | Rivales del Buenos Aires & Rosario Railway | Rivales del Buenos Aires & Rosario Railway | Rivales del Buenos Aires & Rosario Railway | Rivales del Buenos Aires & Rosario Railway | Rivales del Buenos Aires & Rosario Railway | Rivales del Buenos Aires & Rosario Railway |
| Equipo                                     | PJ                                         | PG                                         | PE                                         | PP                                         | GF                                         | GC                                         |                                            |
| ------------------------------------------ | ------------------------------------------ | ------------------------------------------ | ------------------------------------------ | ------------------------------------------ | ------------------------------------------ | ------------------------------------------ | ------------------------------------------ |
| Saint Andrew's                             | 2                                          | 1                                          | 0                                          | 1                                          | 6                                          | 3                                          |                                            |
| Buenos Aires FC                            | 2                                          | 1                                          | 0                                          | 1                                          | 1                                          | 2                                          |                                            |
| Old Caledonians                            | 2                                          | 0                                          | 0                                          | 2                                          | 1                                          | 8                                          |                                            |
| Belgrano FC                                | 2                                          | 1                                          | 1                                          | 0                                          | 7                                          | 6                                          |                                            |
| Lomas Athletic                             | 2                                          | 0                                          | 0                                          | 2                                          | 0                                          | 5                                          |                                            |
| English High School                        | 2                                          | 0                                          | 1                                          | 1                                          | 0                                          | 2                                          |                                            |
| Quilmes Rowers                             | 2                                          | 0                                          | 1                                          | 1                                          | 2                                          | 4                                          |                                            |
| Flores Athletic                            | 2                                          | 0                                          | 0                                          | 2                                          | 2                                          | 8                                          |                                            |